# Chiroderma trinitatum
Chiroderma trinitatum är en sydamerikansk fladdermus som beskrevs 1958 av Candice M. Goodwin. Arten ingår i släktet Chiroderma och familjen bladnäsor. Inga underarter finns listade i Catalogue of Life.

## Utseende
Arten är minst i släktet Chiroderma. Honor blir med svans i genomsnitt 56,7 mm långa och hannarnas absoluta längd är cirka 54,8 mm. Honor är med en genomsnittlig vikt av 13,9 g även tyngre än hannar som väger ungefär 13 g. Artens underarmar är 38 till 38,5 mm långa. Kroppen är främst täckt med brunaktig päls. Kännetecknande är tydliga ljusa strimmor i ansiktet och på ryggens mitt. Näsbihanget består av en hästskoformig central del och av en uppsats som liknar spetsen av ett spjut. Vingarna är främst svarta med undantag av regionen mellan andra och tredje fingret som är genomskinlig. Svansflyghuden och delar av underarmarna bär hår. De avrundade öronen är nära kroppen och vid kanten gul samt i mitten brun.

## Utbredning
Denna fladdermus förekommer från Costa Rica till centrala Brasilien och centrala Bolivia. I Colombia och Ecuador lever arten på båda sidor av Anderna, längre söderut bara på östra sidan. Chiroderma trinitatum hittas även på Trinidad och Tobago. Arten föredrar troligen fuktiga skogar. En individ hittades i en grotta.

## Ekologi
Denna fladdermus fångas sällan i skogarna undervegetation och det antas att den flyger kring trädens kronor. Lätet som används för ekolokaliseringen är upp till 4 millisekunder lång och det har en maximal frekvens av 97 kHz. Chiroderma trinitatum äter främst fikon samt frukt från släktena Piper, Vismia Solanum och Cecropia. Arten slickar gärna på mineralrika stenar. Dräktiga honor är kända från tiden mellan februari och juli. Per kull föds en unge.

## Status och hot
Regionala bestånd hotas av landskapsförändringar. Hela populationen anses vara stor. IUCN kategoriserar arten globalt som livskraftig.